# تپه بن درکی ۳
تپه بن درکی ۳ مربوط به دوره ساسانیان است و در شهرستان پل‌دختر، بخش مرکزی، دهستان جایدر، ۳/۲ کیلومتری جنوب غرب روستای چم گردله واقع شده و این اثر در تاریخ ۲۲ آبان ۱۳۸۶ با شمارهٔ ثبت ۲۰۰۹۶ به‌عنوان یکی از آثار ملی ایران به ثبت رسیده است.